# 国道111号線
国道111号線（こくどう111ごうせん、ヒンディー語: राष्ट्रीय राजमार्ग १११, 英語: National Highway 111; NH 111）は、インドの国道。チャッティースガル州のビラースプルとアンビカプルを結ぶ。全長は100キロメートル。

## 経由地
- ラタンプル（英語版）
- パリ（英語版）
- カトゴラ（英語版）
- ケンダイ（英語版）